# Гемпшир (округ, Західна Вірджинія)
Шаблон:StateAbbr_ 39°19′ пн. ш. 78°37′ зх. д. / 39.31° пн. ш. 78.61° зх. д.
Округ  Гемпшир (англ. Hampshire County) — округ (графство) у штаті  Західна Вірджинія, США. Ідентифікатор округу 54027.

## Історія
Округ утворений 1754 року.

## Демографія
За даними перепису 2000 року загальне населення округу становило 20203 осіб, усе сільське. Серед мешканців округу чоловіків було 10087, а жінок — 10116. В окрузі було 7955 домогосподарств, 5641 родин, які мешкали в 11185 будинках. Середній розмір родини становив 2,94.
Віковий розподіл населення поданий у таблиці:
| Стать    | До 15 років | 15-21 | 22-29 | 30-39 | 40-49 | 50-65 | 65-85 | Понад 85 |
| -------- | ----------- | ----- | ----- | ----- | ----- | ----- | ----- | -------- |
| Чоловіки | 2163        | 906   | 891   | 1448  | 1516  | 1797  | 1260  | 106      |
| Жінки    | 2029        | 856   | 832   | 1440  | 1525  | 1860  | 1373  | 201      |

## Суміжні округи
- Аллегені, Меріленд — північ
- Морган — північний схід
- Фредерік, Вірджинія — схід
- Гарді — південь
- Мінерал — захід

## Виноски
1. ↑  http://hampshirewv.com/biography.html
2. ↑  U.S. Decennial Census. United States Census Bureau. Архів оригіналу за 12 травня 2015. Процитовано 10 січня 2014.
3. ↑  Historical Census Browser. University of Virginia Library. Архів оригіналу за 11 серпня 2012. Процитовано 10 січня 2014.
4. ↑  Population of Counties by Decennial Census: 1900 to 1990. United States Census Bureau. Архів оригіналу за 3 червня 2013. Процитовано 10 січня 2014.
5. ↑  Census 2000 PHC-T-4. Ranking Tables for Counties: 1990 and 2000 (PDF). United States Census Bureau. Архів оригіналу (PDF) за 18 грудня 2014. Процитовано 10 січня 2014.
6. ↑  State & County QuickFacts. United States Census Bureau. Архів оригіналу за 7 червня 2011. Процитовано 10 січня 2014.(англ.) Наведено за англійською вікіпедією.
7. ↑  American FactFinder. Бюро перепису населення США. Архів оригіналу за 21 травня 2008. Процитовано 31 січня 2008.

| США | Це незавершена стаття з географії США. Ви можете допомогти проєкту, виправивши або дописавши її. |